# Schoonrewoerd

Escudo de armas.

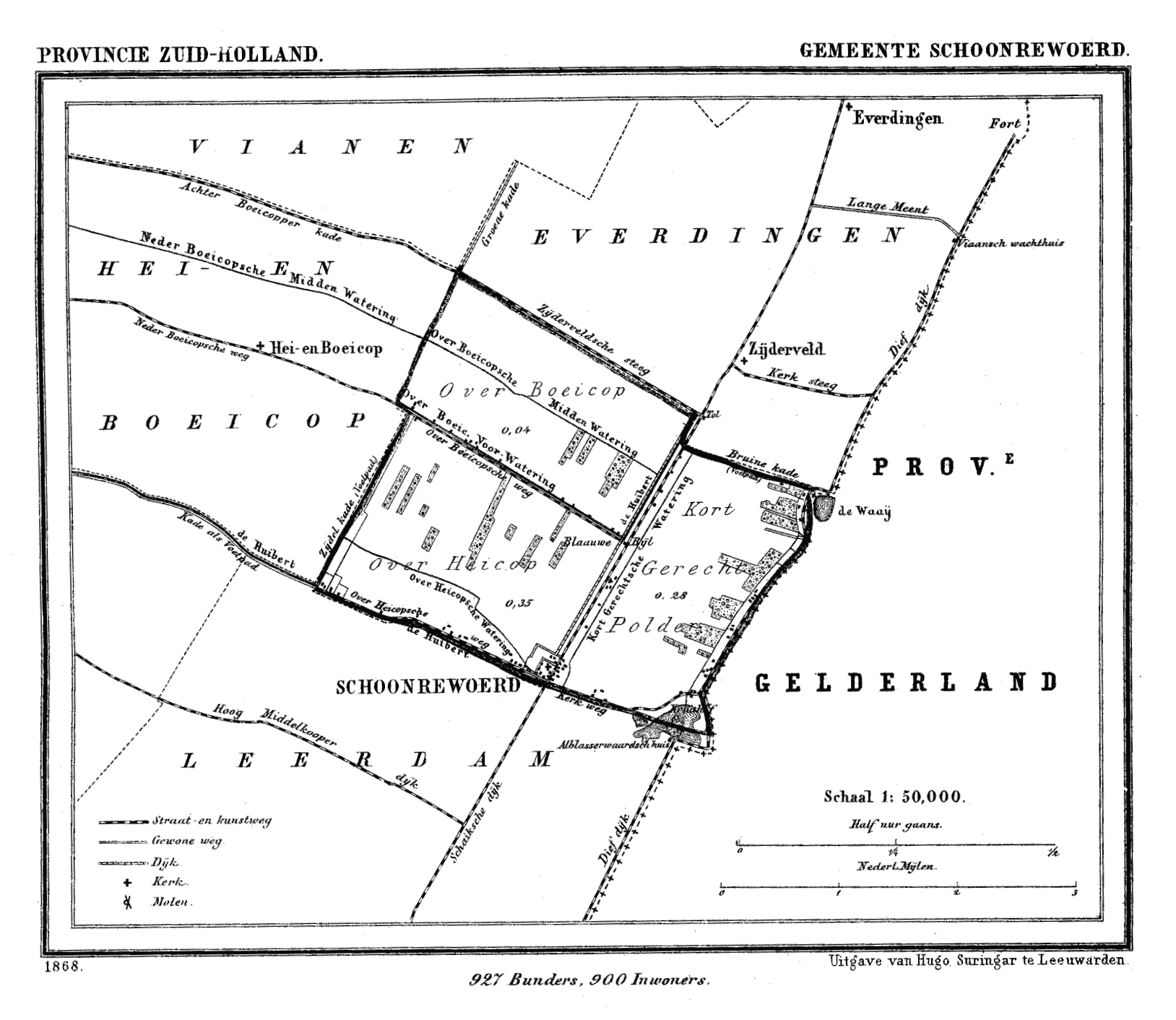
Schoonrewoerd en 1868.

Schoonrewoerd es una aldea en el oeste de los Países Bajos. Está ubicada en el municipio de Vijfheerenlanden, provincia de Utrecht, a unos 25 kilómetros al sur de Utrecht.
El queso Leerdammer es producido en Schoonrewoerd.
Fue un municipio independiente hasta 1986, cuando se convirtió en parte de Leerdam.